# Borolia melanopasta
Borolia melanopasta är en fjärilsart som beskrevs av Turner 1902. Borolia melanopasta ingår i släktet Borolia och familjen nattflyn. Inga underarter finns listade i Catalogue of Life.